# Miguel Caride
Miguel Caride (Buenos Aires, Argentina, 12 de julio de 1920 - Buenos Aires, 15 de mayo de 2010) fue un pintor surrealista argentino, ganador del Premio Konex en 1982.

## Biografía
Hijo del croata Jerko Poklepovich y la italiana Antonia Caride, su nombre completo era Miguel Poklepovich Caride, y a partir de los 19 años llevó el apellido materno.
Estudiante de Medicina, pintor autodidacta trabajó como empleado administrativo de la metalúrgica Milano SA., dedicándose a la pintura en los ratos libres.
Su primera exposición fue en el Ateneo Popular de La Boca en 1937, en la cual se dirigió hacia el surrealismo al conocer al poeta y crítico Aldo Pellegrini, y al poeta Juan José Ceselli.
Ejerció también la docencia y en 1982 recibió el Premio Konex.
Siempre vivió en La Boca y, en 2001, fue honrado con el título de “Ciudadano Ilustre de La Boca″.

## Premios
- 1948: MENCIÓN ESPECIAL Primer Concurso Anual Estímulo (Sociedad Hebraica Argentina)

- 1949: PRIMERA MENCIÓN ESPECIAL Salón de la Joven Pintura (Instituto de Arte Moderno)

- 1968: PREMIO PISANO (Asociación Argentina de Críticos de Arte)

- 1969: PREMIO CITY BANK CÓRDOBA (Salón de Arte Moderno)

- 1973: PREMIO ÚNICO ADQUISICIÓN EN PINTURA - IV Salón Ítalo (Museo de Arte Moderno)

- 1980: CUBO DE ACERO I - “El dibujo en la Argentina / 2” (Premio Sección Argentina de la Asociación Internacional de Críticos de Arte)

- 1982: DIPLOMA AL MÉRITO (PREMIO KONEX – ARTES VISUALES)

- 1983: PREMIO A UNA TRAYECTORIA (Asociación Internacional de Críticos de Arte – Filial Argentina)